# ゲルハルト・リンベルク
ゲルハルト・リンベルク (Gerhard Limberg、1920年7月7日 - 2006年3月23日、アイディングハウゼン生まれ) は、ドイツの軍人で、最終階級はドイツ連邦空軍中将である。1974年から1978年にかけて4代目の空軍総監として勤務した。

## 経歴
リンベルクは第二次世界大戦中に第2戦闘航空団"リヒトホーフェン"の第10戦闘爆撃飛行隊、第10高速爆撃航空団、また第4襲撃航空団に攻撃機パイロットとして所属。1944年3月20日にドイツ十字章金章を授与されている。1956年には再編成されたドイツ空軍の中佐となり、1963年から1968年にかけてはフーズムにて第41軽量爆撃航空団の代将を務めた。
その後リンベルクはロッキード F-104 スターファイターの操縦士の後継者育成やMRCA（トーネード）の導入に携わり、1971年から1972年にかけてミュンスター市の第3航空師団の司令官に就任。1972年、NATO統合軍事機構においてハイデルベルクの第4連合戦術航空軍団（ATAF）の副司令官および参謀長に着任した。1973年から1974年の間リンベルク中将は副総監に就任し、1974年4月1日から1978年9月30日までドイツ空軍総監である中将ギュンター・ラルの後任として従事した。
リンベルクはその戦功から、戦後ドイツ連邦空軍より最初期に招集されたパイロットの一員であった。

## 受勲
- ドイツ十字章金章 - 第4襲撃航空団 少尉として[1]（1944年3月20日）